# Авария MD-82 в Майами
Авария MD-82 в Майами — авиационная авария, произошедшая 21 июня 2022 года. Пассажирский самолёт McDonnell Douglas MD-82 авиакомпании RED Air выполнял рейс REA203 по маршруту Санто-Доминго—Майами, но при выполнении посадки в аэропорту Майами, съехал вправо с ВПП и загорелся. 3 человека получили травмы.

## Самолёт

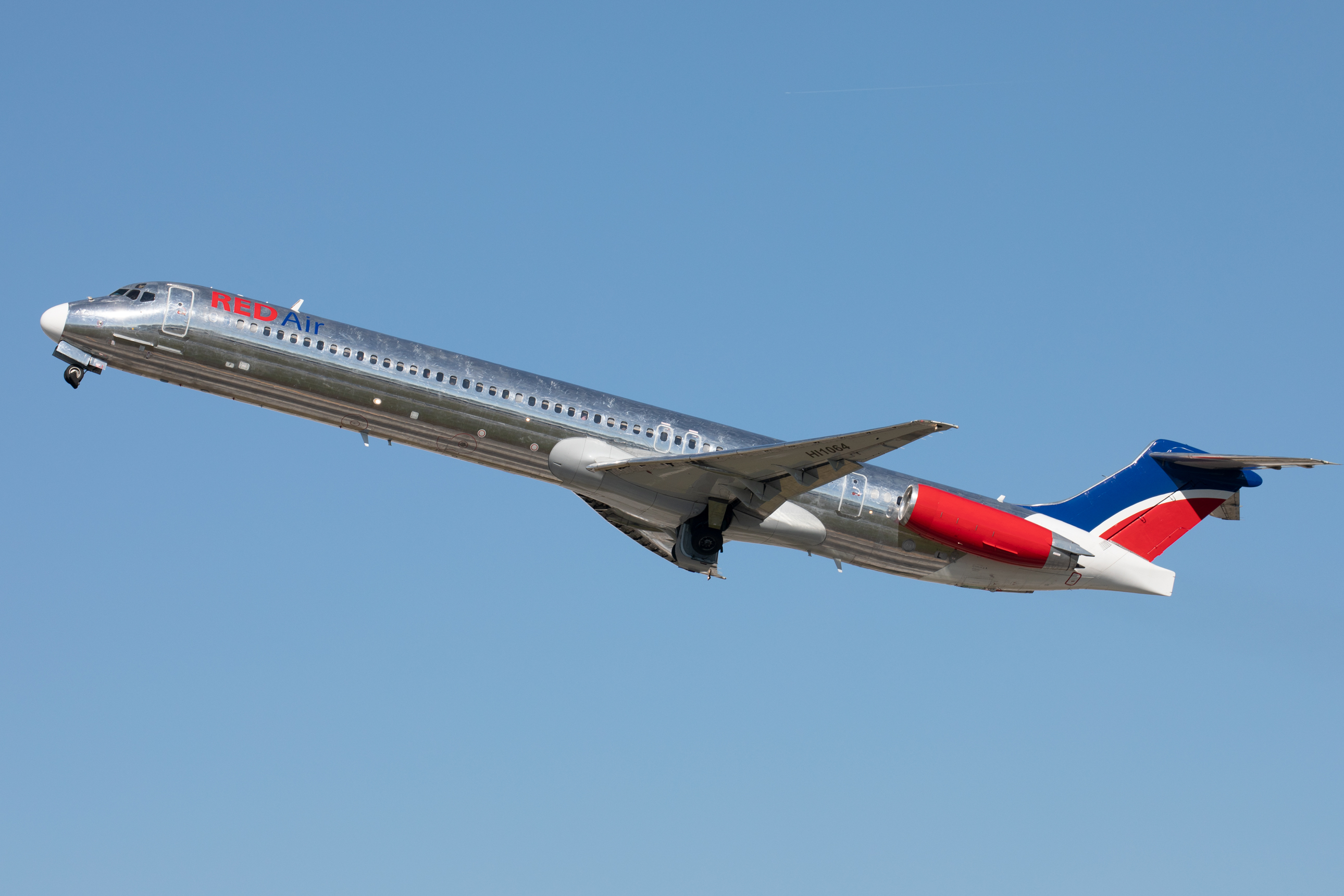
Самолёт в ливрее RED Air

McDonnell Douglas MD-82 с регистрационным номером HI1064 (серийный 53027) был выпущен в 1990 году, и был оснащён двумя двигателями Pratt & Whitney Canada JT8D-217C. Был впервые поставлен авиакомпании American Airlines в декабре 1990 года, где он эксплуатировался до августа 2014 года. Затем самолет хранился до августа 2017 года, пока не был куплен авиакомпанией Orange Air. Он был окрашен в ливрею Orange Air, но, однако, так и не поступил на службу в авиакомпанию в связи с её закрытием. Тогда он был куплен авиакомпанией LASER Airlines. Затем в феврале 2021 года самолет был передан авиакомпании RED Air, дочерней компании LASER Airlines.

## Хронология событий

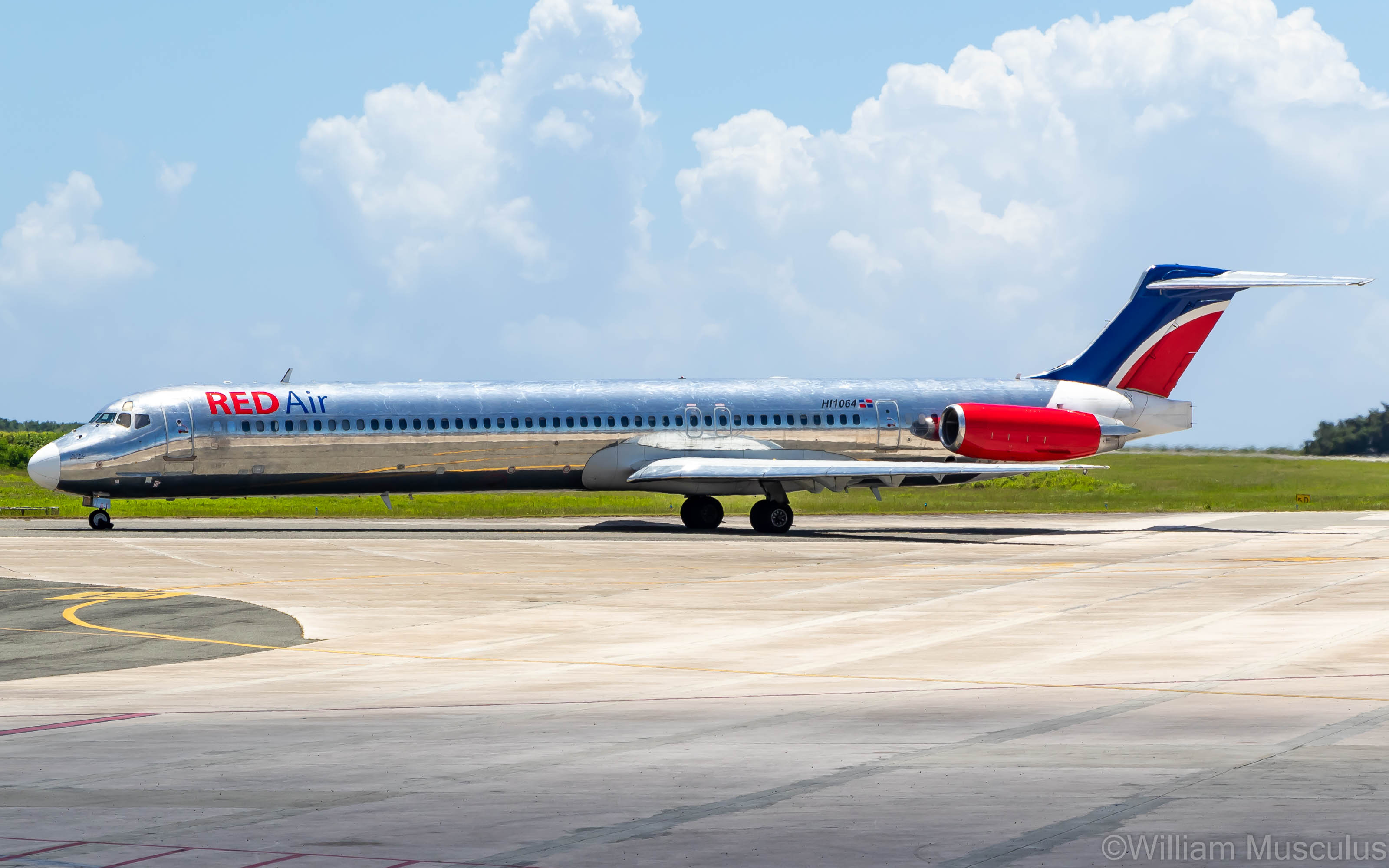
McDonnell Douglas MD-82 RED Air в аэропорту

В 15:34 по местному времени рейс 203 выруливает на взлетно-посадочную полосу аэропорта Лас-Америкас, и через две минуты взлетает в Майами.
Весь полёт проходит штатно, и через 2 часа самолёт уже подходит к полосе номер 09 аэропорта Майами. Пилоты выпускают шасси и закрылки. Вскоре самолёт касается ВПП аэропорта Майами.
Сразу же после посадки самолёт поворачивается влево. Экипаж пытается исправить ситуацию, но ничего не выходит. Проехавшись несколько метров по земле, самолёт останавливается слева от ВПП номер 09. От столкновения с препятствием, самолёт загорается.

## Расследование
Расследование причин аварии рейса 203 проводит Национальный совет по безопасности на транспорте (NTSB).